# Burwash Landing
Pour les articles homonymes, voir Burwash.
Burwash Landing est une localité du Yukon au Canada, située sur la route de l'Alaska, le long de la rive sud du lac Kluane. Sa population est de 72 habitants en 2016, dont 80 % était constituée de membres des Premières Nations.
L'emplacement de la localité a été occupé comme camp d'été par les Tutchonis du Sud, jusqu'à ce qu'un comptoir y soit ouvert en 1900 par les frères Jacquot.
La communauté est le centre administratif de la Première Nation de Kluane et héberge un musée : le Kluane Museum of Natural History. Elle est desservie par la route de l'Alaska et par un aéroport.
Burwash Landing possède un bureau de poste et différents services. C'est un des points de départ des randonnées dans le Parc national et réserve de parc national de Kluane, avec survol en avion, locations de bateaux sur le lac Kluane, pêche et observations de la nature. Le parc hébergeant de nombreuses espèces animales comme des ours, des loups et des aigles.
Burwash Landing est aussi connu pour ses broussins sur les troncs des épinettes noires. 

## Démographie
| 2001 | 2006 | 2011 | 2016 |
| ---- | ---- | ---- | ---- |
| 68   | 73   | 95   | 72   |

## Climat
| Mois                                  | jan.      | fév.     | mars       | avril      | mai       | juin      | jui.      | août      | sep.       | oct.       | nov.       | déc.       | année          |
| ------------------------------------- | --------- | -------- | ---------- | ---------- | --------- | --------- | --------- | --------- | ---------- | ---------- | ---------- | ---------- | -------------- |
| Température minimale moyenne (°C)     | −26,7     | −23,8    | −19,2      | −8,2       | −1,4      | 4,1       | 6,4       | 4,2       | −1,1       | −8,6       | −20,3      | −24        | −9,9           |
| Température moyenne (°C)              | −20,5     | −16,4    | −10,8      | −1,2       | 5,7       | 11,1      | 13,1      | 10,9      | 5,1        | −3,4       | −14,6      | −17,8      | −3,2           |
| Température maximale moyenne (°C)     | −14,3     | −8,8     | −2,3       | 5,8        | 12,7      | 18        | 19,6      | 17,5      | 11,3       | 2          | −8,8       | −11,6      | 3,4            |
| Record de froid (°C) date du record   | −55 2005  | −55 1968 | −48,9 1972 | −35,1 1986 | −13 2002  | −5,5 2001 | −3,3 1970 | −8,5 1998 | −22,3 1983 | −35,4 1982 | −44,7 1989 | −51,2 1971 | −55 2/2/1968   |
| Record de chaleur (°C) date du record | 16,5 2014 | 12 2006  | 10,5 1981  | 20,3 1979  | 29,7 1983 | 31,7 1969 | 28,9 1989 | 30,5 1990 | 25,5 1993  | 21,5 2003  | 10,6 1967  | 13,5 1999  | 31,7 14/6/1969 |
| Précipitations (mm)                   | 8,4       | 7,3      | 6,9        | 6,8        | 24,1      | 49,2      | 67,9      | 41,8      | 25,2       | 16,1       | 10,8       | 10,2       | 274,7          |
| dont neige (cm)                       | 12        | 10,4     | 9,9        | 7,4        | 8,8       | 1,2       | 0         | 0,8       | 5,9        | 18,6       | 15,8       | 15         | 105,5          |
| Nombre de jours avec précipitations   | 7,6       | 6,8      | 5,5        | 3,6        | 8,3       | 10,9      | 14,4      | 11        | 9,4        | 9,7        | 9,8        | 7,5        | 104,4          |
| Humidité relative (%)                 | 74,5      | 68,7     | 57,7       | 47,2       | 42,5      | 45,1      | 50,6      | 51,5      | 54,5       | 66         | 77         | 76,3       | 59,3           |
| Nombre de jours avec neige            | 7,9       | 6,8      | 5,6        | 3,4        | 3         | 0,4       | 0         | 0,2       | 2,4        | 8,6        | 9,9        | 7,7        | 55,9           |

| Diagramme climatique                                  |              |              |            |              |           |             |             |              |           |               |              |
| J                                                     | F            | M            | A          | M            | J         | J           | A           | S            | O         | N             | D            |
| −14,3−26,78,4                                         | −8,8−23,87,3 | −2,3−19,26,9 | 5,8−8,26,8 | 12,7−1,424,1 | 184,149,2 | 19,66,467,9 | 17,54,241,8 | 11,3−1,125,2 | 2−8,616,1 | −8,8−20,310,8 | −11,6−2410,2 |
| Moyennes : • Temp. maxi et mini °C • Précipitation mm |              |              |            |              |           |             |             |              |           |               |              |

## Galerie

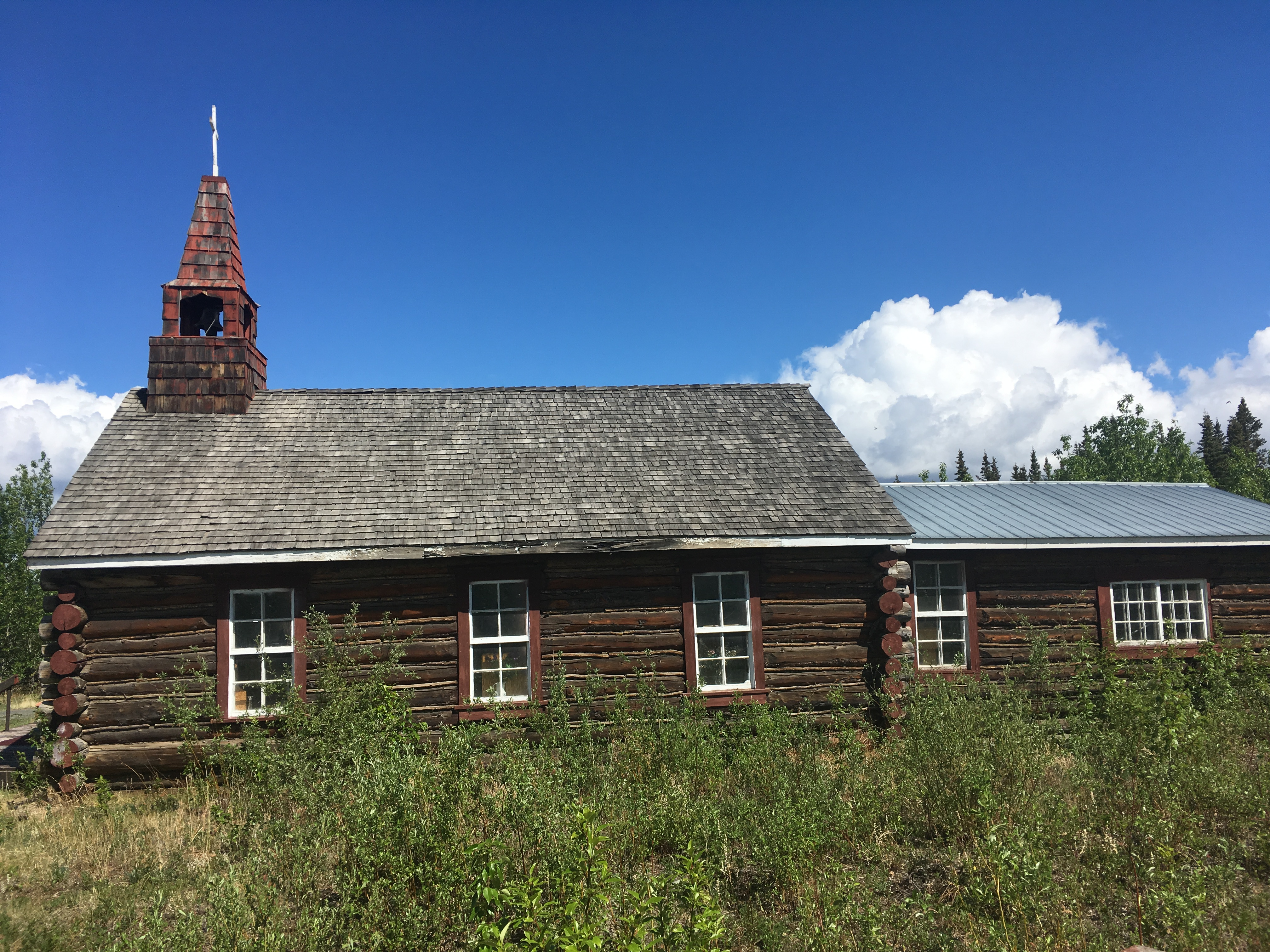
Église Notre-Dame du Saint-Rosaire.
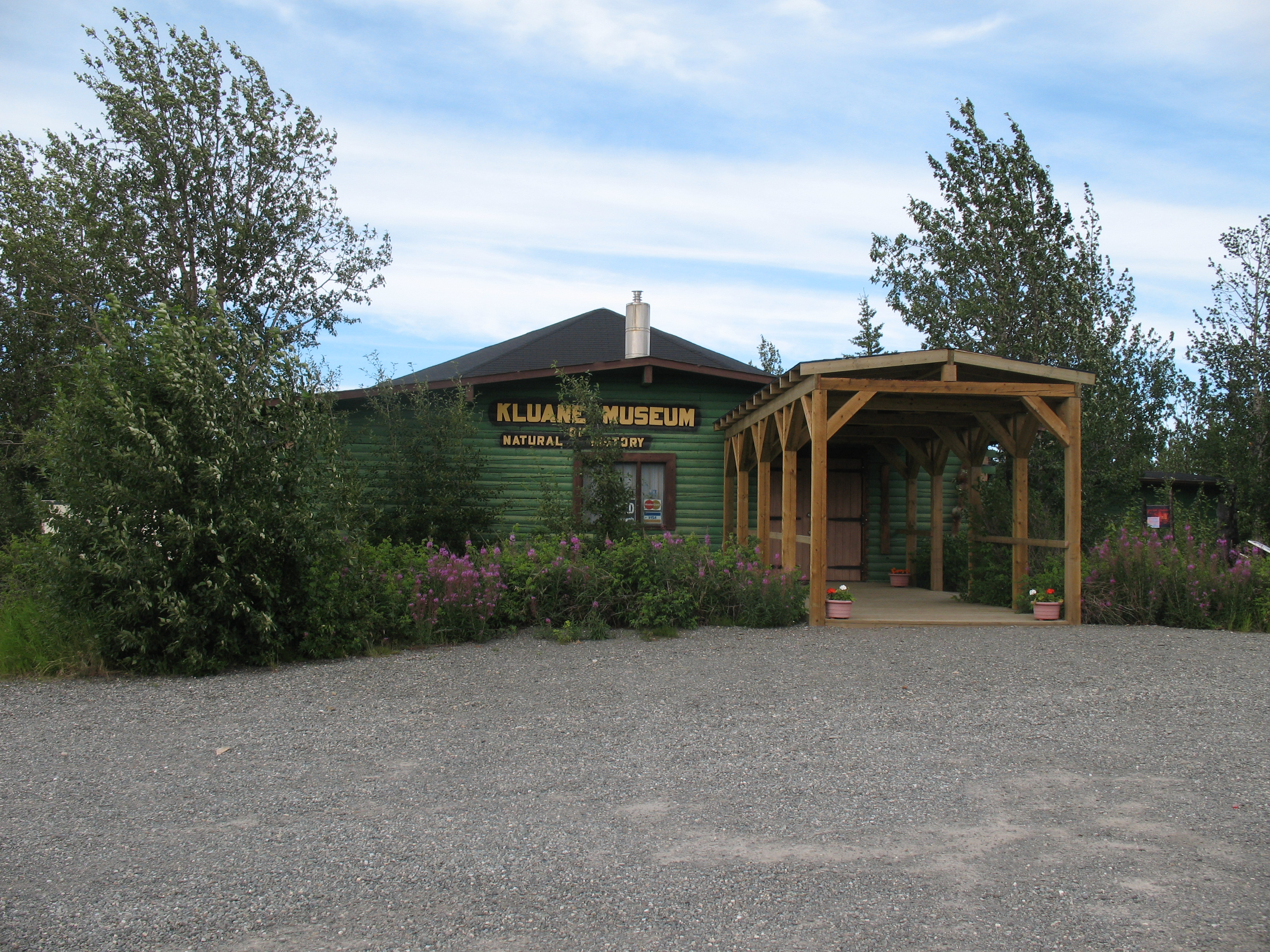
Musée d'histoire naturelle de Kluane.